# 荀頵
荀頵（？—？），字温伯，西晋颍川郡颍阴县（今河南省许昌市）人，尚书令荀彧的曾孙，虎贲中郎将荀惲的孙子，散骑常侍荀甝之子。
荀頵的祖母是曹操之女安阳公主。荀頵在晋朝官至羽林右监。封安陵乡侯，早卒。荀頵娶袁侃的女儿，生子荀崧。

## 子孙
- 荀崧，官至录尚书事，赠侍中，平乐敬伯。
  - 荀蕤，平乐伯
  - 荀羡，字令则，官至东晋北中郎将，徐、兖二州刺史，假节。时人称之为荀中郎。同时也娶公主，成为驸马。
  - 荀灌，十二岁时突围救父。